# Isabel Allende
|  | Aquest article tracta sobre l'escriptora i dramaturga. Si cerqueu la política socialista xilena, vegeu «Isabel Allende Bussi». |

Isabel Allende Llona (Lima, Perú 2 d'agost de 1942) és una escriptora supervendes xilena i Premi Nacional de Literatura de Xile 2010. Ha venut més de 51 milions d'exemplars i el seu treball ha estat traduït a més de 27 idiomes.
Va nàixer l'any 1942 a Lima, on el seu pare exercia de diplomàtic. Era neboda del president xilè Salvador Allende. Des de molt jove va treballar de periodista a la revista Paula i després a la televisió a Santiago de Xile. Més tard, ja a l'exili, es va dedicar completament a la seva vocació d'escriptora. Després del cop d'estat de Pinochet es va exiliar amb la seva família a Caracas, on va començar a escriure.
La casa dels esperits va ser la seva primera novel·la, que la va convertir en una de les escriptores clau de la narrativa llatinoamericana. El públic i la critica es van entusiasmar amb la seva obra, que des de llavors s'ha traduït a nombrosos idiomes.
El 1994 va publicar Paula, on parlava de la mort de la seva filla i feia un repàs retrospectiu a la seva pròpia vida i la de la seva família. El 2002 va publicar el primer títol de la trilogia ''Les memòries de l'Àliga i el Jaguar'', dedicada a un públic més jove. Actualment viu a Califòrnia amb el seu tercer marit.

## Obra literària
- La casa dels esperits
- D'amor i d'ombra
- El pla infinit
- Eva Lluna
- Afrodita
- Paula, dedicat a la seva filla
- Filla de la fortuna
- Retrat amb sèpia
- La ciutat de les bèsties
- El regne del drac d'or
- El bosc dels pigmeus
- Violeta